# Władysław Kaliński
Władysław Kaliński, ps. „Zubosz” (ur. 22 marca 1891 w Rohatynie, zm. 13 sierpnia 1952 w Londynie) – pułkownik dyplomowany piechoty Wojska Polskiego, kawaler Orderu Virtuti Militari.

## Życiorys
Urodził się 22 marca 1891 w Rohatynie, ówczesnym mieście powiatowym Królestwa Galicji i Lodomerii, w rodzinie Jana i Katarzyny ze Szwedów. Uczęszczał do siedmioklasowej szkoły realnej, maturę zdał w 1912.
Podczas I wojny światowej, 3 sierpnia 1914, wstąpił do Legionów Polskich, gdzie służył do lipca 1917. Awansował kolejno na chorążego (1 listopada 1916) i podporucznika (1 stycznia 1917).
We wrześniu 1917, po kryzysie przysięgowym, jako obywatel austriacki został wcielony do armii austro-węgierskiej i służył w niej do sierpnia 1918.
W listopadzie 1918 został przyjęty do Wojska Polskiego w stopniu porucznika. Wziął udział w wojnie polsko-bolszewickiej. Pełnił kolejno funkcje dowódcy kompanii w 5 pułku piechoty Legionów (listopad 1918 – 7 grudnia 1919), adiutanta sztabowego I Brygady Piechoty Legionów (7 grudnia 1919 – 9 lipca 1920) i dowódcy 1 pułku piechoty Obrony Warszawy (8 sierpnia 1920 – 19 września 1920). W 1919 awansował do stopnia kapitana.
15 lipca 1920 został zatwierdzony z dniem 1 kwietnia 1920 w stopniu majora, w piechocie, w grupie oficerów byłych Legionów Polskich.
Po zakończeniu działań wojennych pełni kolejno funkcje: kierownika Wydziału Wyszkolenia w I Departamencie Broni Głównych Ministerstwa Spraw Wojskowych (19 września 1920 – 21 lipca 1922), dowódcy batalionu w 36 pułku piechoty Legii Akademickiej (21 lipca 1922 – 30 listopada 1922).
W okresie od 30 listopada 1922 do 1 października 1924 był słuchaczem Kursu Normalnego Wyższej Szkoły Wojennej w Warszawie. Z dniem 1 października 1924, po ukończeniu kursu i uzyskaniu tytułu naukowego oficera Sztabu Generalnego, otrzymał przydział do Biura Ścisłej Rady Wojennej na stanowisko kierownika referatu wyszkolenia. 1 grudnia 1924 Prezydent RP Stanisław Wojciechowski na wniosek Ministra Spraw Wojskowych, generała dywizji Władysława Sikorskiego awansował go do stopnia podpułkownika ze starszeństwem z dniem 15 sierpnia 1924 i 97. lokatą w korpusie oficerów piechoty. 3 marca 1926 został przeniesiony do Oddziału III Sztabu Generalnego na stanowisko kierownika referatu „Osłona”.
25 czerwca 1927 został przeniesiony do Korpusu Ochrony Pogranicza na stanowisko dowódcy 3 Półbrygady Ochrony Pogranicza w Podświlu, a później w Berezweczu. W 1929 dowodzona przez niego jednostka została przeformowana w Pułk KOP „Głębokie”. 23 października 1931 został przeniesiony z KOP do 48 pułku piechoty Strzelców Kresowych w Stanisławowie na stanowisko dowódcy pułku. 10 grudnia 1931 został awansowany do stopnia pułkownika ze starszeństwem z dniem 1 stycznia 1932 i 6. lokatą w korpusie oficerów piechoty. W 1936 został dowódcą piechoty dywizyjnej 14 Wielkopolskiej Dywizji Piechoty w Poznaniu.
W 1939 został dowódcą 13 Kresowej Dywizji Piechoty i dywizją tą dowodził w trakcie kampanii wrześniowej, początkowo w składzie Armii „Prusy”. Po rozbiciu tej armii przez Niemców z częścią oddziałów przebijał się do Warszawy. Tutaj otrzymał rozkaz dowódcy Armii „Warszawa” odtworzenia 13 Dywizji Piechoty z pozostałych części rozbitych dywizji: 13, 19 Dywizji Piechoty i 29 Dywizji Piechoty oraz Robotniczej Brygady Obrony Warszawy. Po kapitulacji Warszawy trafił do niewoli niemieckiej. Wojnę spędził w Oflagu VII A Murnau. Po wyzwoleniu w kwietniu 1945 z obozu jenieckiego przez wojska amerykańskie wyjechał do Wielkiej Brytanii i zamieszkał w Londynie, gdzie mieszkał do śmierci. Pochowany został na cmentarzu St. Mary’s.

## Ordery i odznaczenia
- Krzyż Srebrny Orderu Wojskowego Virtuti Militari nr 7072 (17 maja 1922)[12]
- Krzyż Niepodległości (24 maja 1932)[13]
- Krzyż Oficerski Orderu Odrodzenia Polski (10 listopada 1928)[14]
- Krzyż Walecznych (czterokrotnie)
- Złoty Krzyż Zasługi (19 marca 1937)[15]
- Medal 10 Rocznicy Wojny Niepodległościowej (Łotwa)[16]